# 丁戈尔芬
丁戈尔芬是德国巴伐利亚州的一个市镇。总面积44.01平方公里，总人口18440人，其中男性9387人，女性9053人（2011年12月31日），人口密度419人/平方公里。
BMW在此市鎮設有汽車生產工廠，佔地280公頃，在2018年生產了33萬輛車，為BMW在歐洲產量最高的造車基地。